# 444 TCN
444 TCN là một năm trong lịch La Mã.